# Château de Blanzaguet
Le château de Blanzaguet est sur la commune de Blanzaguet-Saint-Cybard en Charente.

## Historique
À Blanzaguet se trouvait la tour des Poitevin dont parle le chroniqueur de l'Historia Pontificum et Comitum Engolismensium en 1159, tour dont ce sont peut-être les vestiges qu'on peut voir à l'ouest de la partie du château remaniée par les Galard de Béarn. Les Poitevin sont restés seigneurs de cette commune avant le XIIe siècle jusqu'au milieu du XVIe siècle. Par la suite la seigneurie est passée par mariage à la famille de Xans ou de Sans, et ceci presque jusqu'au milieu du XVIIe siècle. En 1616, par mariage avec un Galard de Béarn et un fils de cette union,, elle restera aux Galard de Béarn jusqu'en 1759,.
Le château actuel a été construit au XVIe siècle.
En 1757ou 1759, Philippe-Paul de Maillard devient seigneur de Blanzaguet à la suite de son mariage avec Jeanne de Galard, fille de Pierre de Galard de Béarn.
En 1762 le château est vendu à François d'Aubert d'Aubœuf, dernier seigneur jusqu'à la Révolution[réf. nécessaire].
Après la Révolution, le château a été vendu comme bien national le 12 messidor an IV, mais a été racheté, ainsi que le terrain attenant, par la commune en 1867 à dame Dubois-Lacroix et sieur Blanchard pour en faire la mairie, l'école et le presbytère.

## Architecture
Le château domine le Voultron.
Le bâtiment à étage et toit de tuiles plates forme une équerre.
Le château possédait deux tourelles cylindriques. L'échauguette ou poivrière située au nord a disparu avant 1867. La tour située à l'angle ouest demeure; elle est couverte de tuiles plates.
Lors de la transformation en mairie-école par la commune, les viviers et le puits, situé dans la cour d'honneur, ont été comblés. Toutes les fenêtres ont été remaniées.
Il restait aussi un joli portail d'entrée en 1844,.

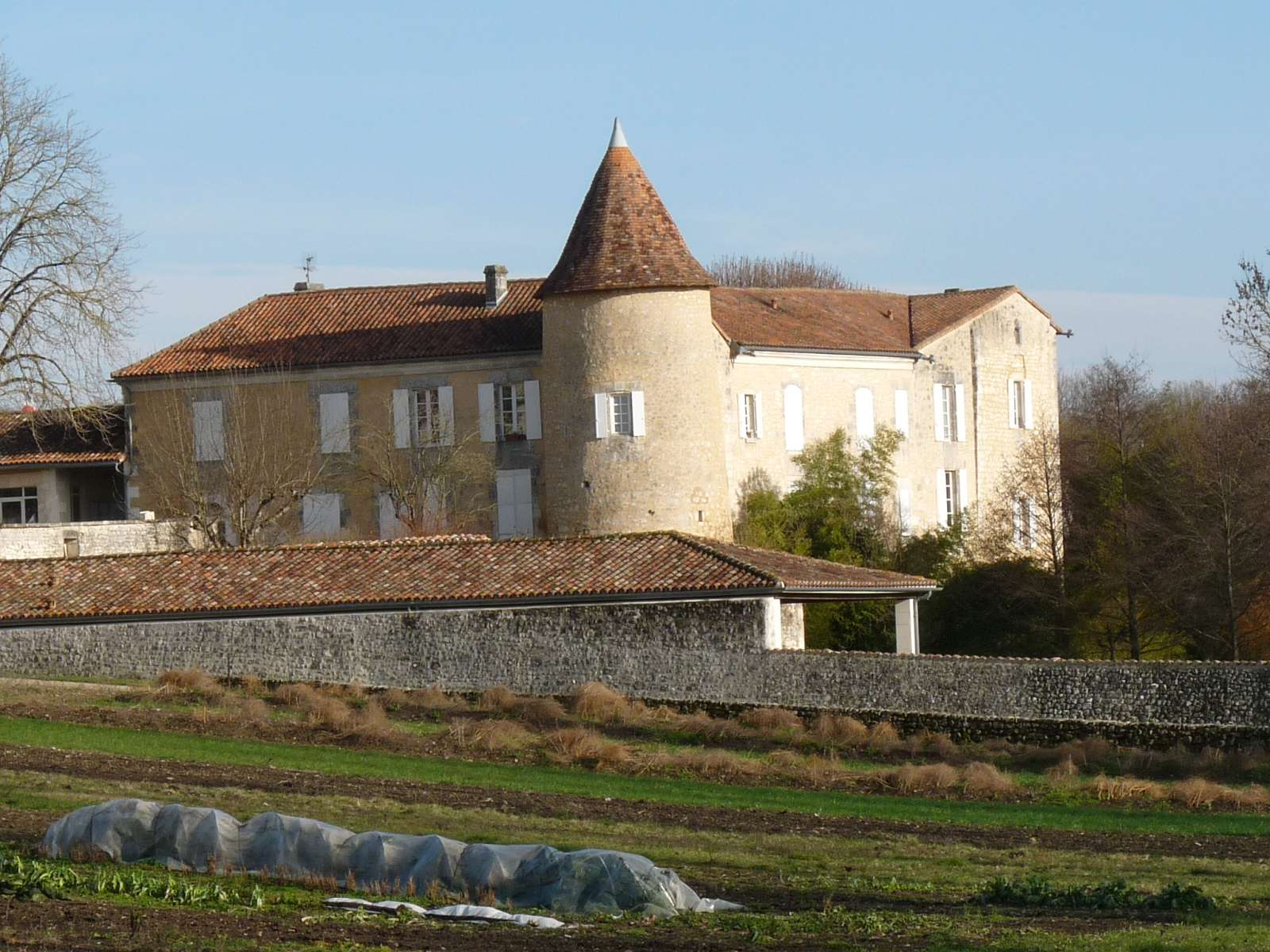
Vue du sud-ouest
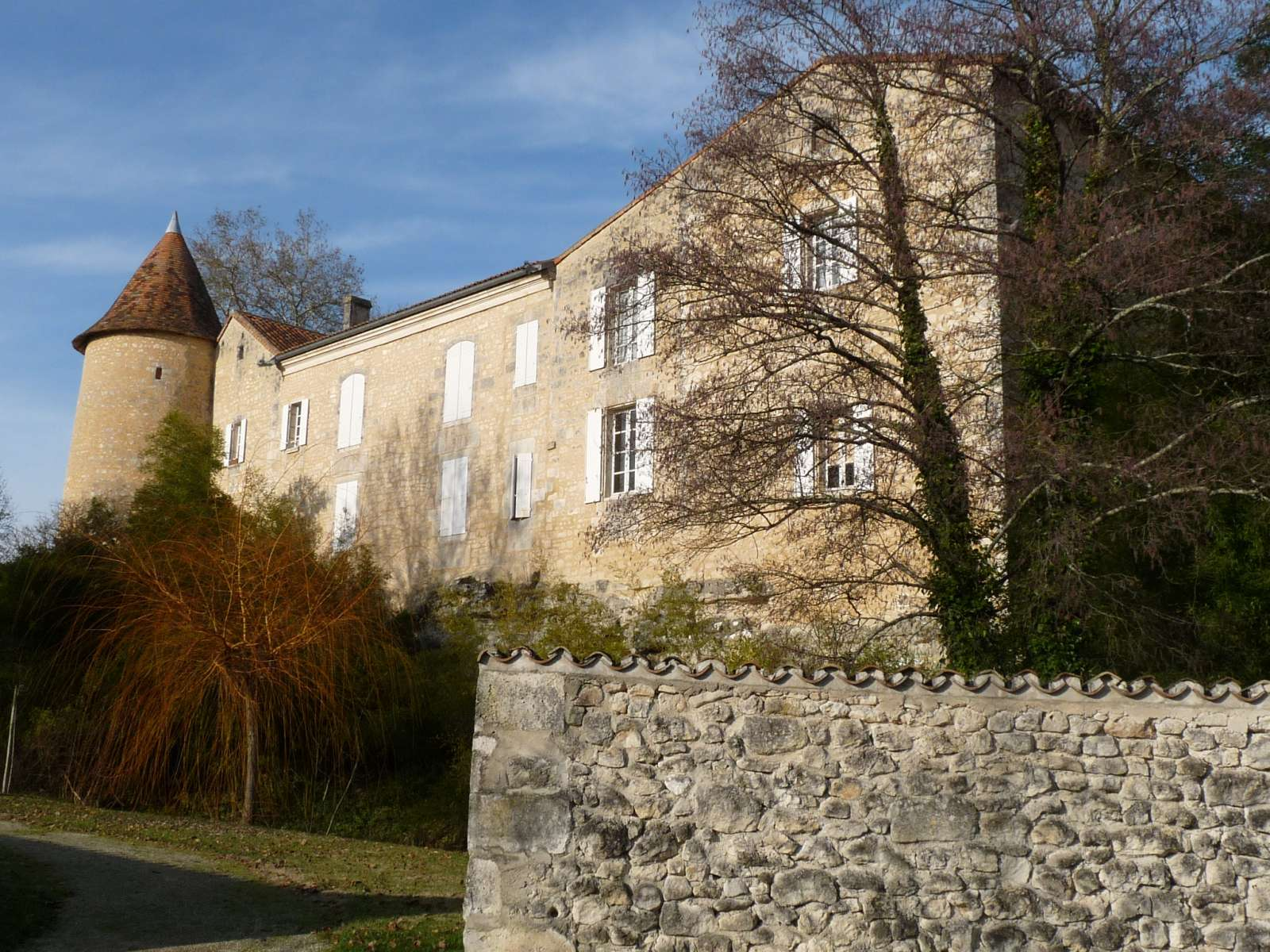
Vue du sud-est
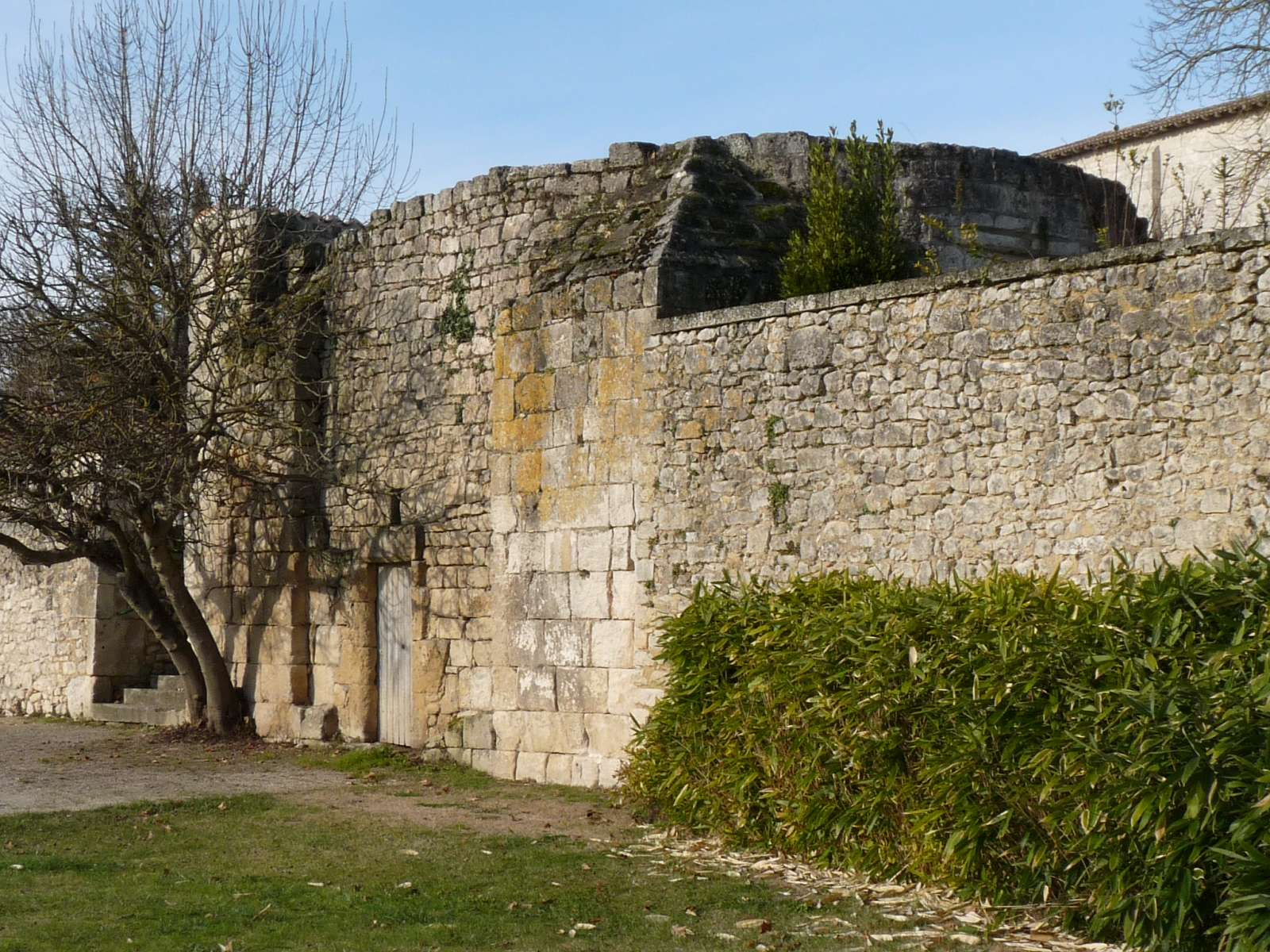
Pied de l'ancienne tour sud-ouest
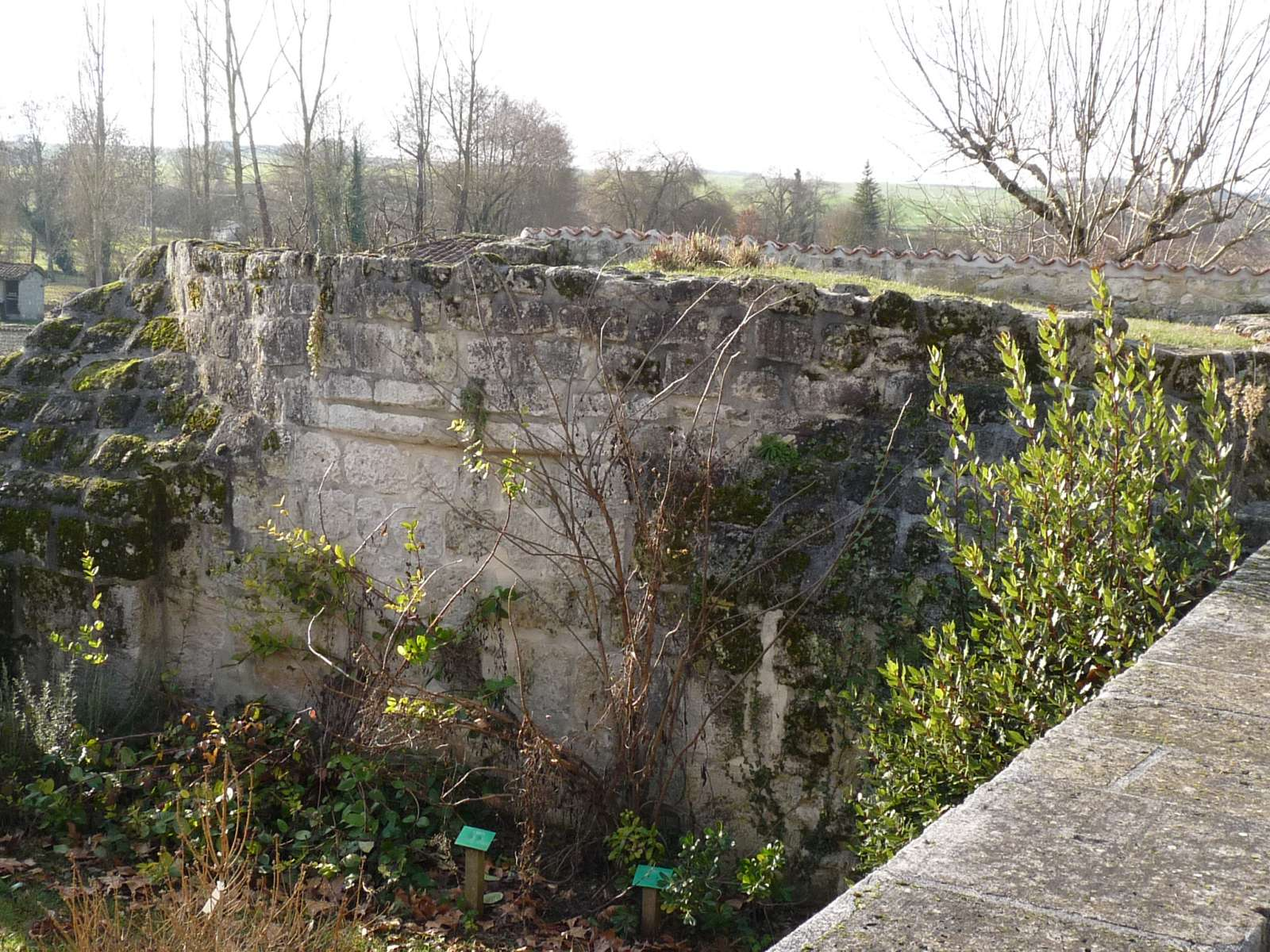
Ancienne tour sud-ouest
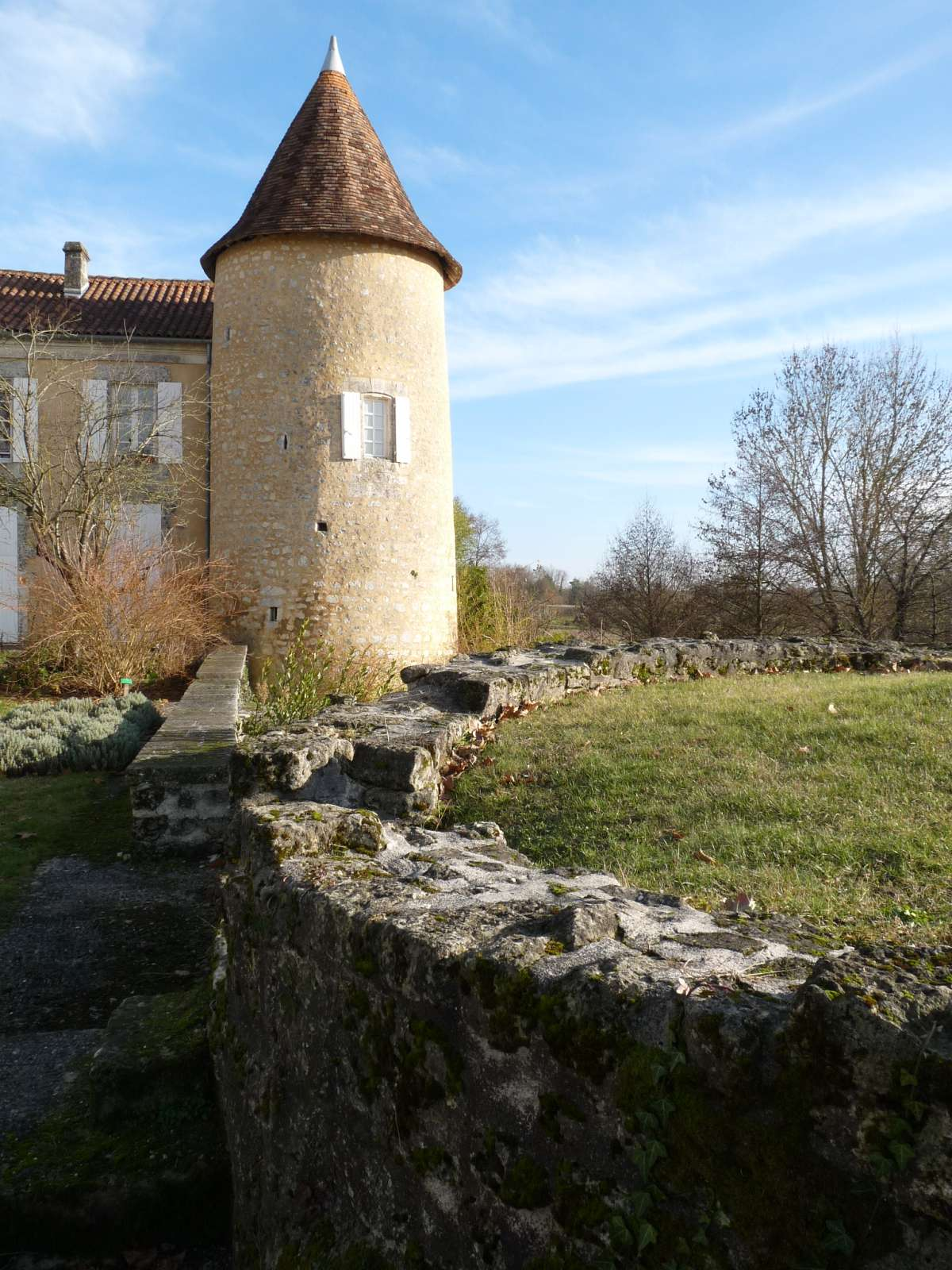
Les deux tours
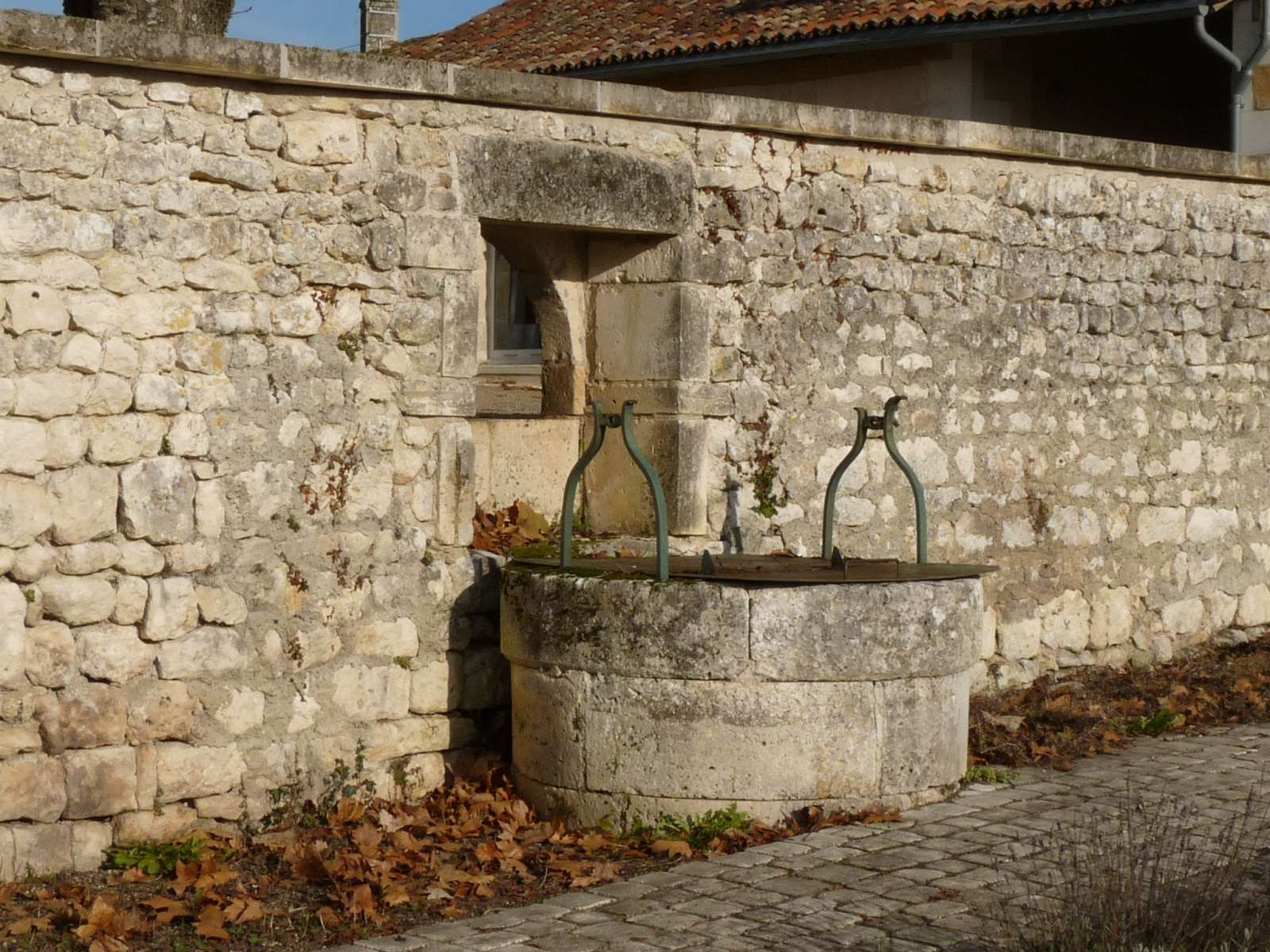
Puits, entre les deux tours